# Begonia morsei
Espèce
Synonymes
- Begonia morsei var. morsei[1]

Begonia morsei est une espèce de plantes de la famille des Begoniaceae.
L'espèce fait partie de la section Coelocentrum.
Elle a été décrite en 1939 par Edgar Irmscher (1887-1968).

## Répartition géographique
Cette espèce est originaire du pays suivant : Chine.

## Liste des variétés
Selon Catalogue of Life (21 février 2017) :
- variété Begonia morsei var. morsei
- variété Begonia morsei var. myriotricha Y.M.Shui & W.H.Chen

Selon World Checklist of Selected Plant Families (WCSP) (21 février 2017) :
- variété Begonia morsei var. morsei
- variété Begonia morsei var. myriotricha Y.M.Shui & W.H.Chen (2005)

Selon NCBI (21 février 2017) :
- variété Begonia morsei var. myriotricha

Selon Tropicos (21 février 2017) (Attention liste brute contenant possiblement des synonymes) :
- variété Begonia morsei var. morsei
- variété Begonia morsei var. myriotricha Y.M. Shui & W.H. Chen